# Call of Duty: Black Ops Cold War
Call of Duty: Black Ops Cold War je střílečka z pohledu první osoby z roku 2020, kterou společně vyvinuly společnosti Treyarch a Raven Software a vydala společnost Activision. Jedná se o sedmnáctý díl série Call of Duty a po Call of Duty: Black Ops 4 (2018) je šestým hlavním dílem podsérie Black Ops.

## Hratelnost
Stejně jako v předchozích dílech Call of Duty obsahuje hra také multiplayer a kooperativní režim Zombies.

## Synopse
Příběh hry se odehrává v roce 1981 a sleduje agenta CIA Russella Adlera a jeho tým agentů, kteří pátrají po sovětském špionovi jménem Perseus.

## Vývoj
Vývoj hry začal jako spolupráce mezi Raven Software a Sledgehammer Games, která neměla být součástí podsérie Black Ops, ale kvůli neshodám mezi oběma studii se společnost Activision v květnu 2019 rozhodla pověřit studio Treyarch jako hlavního vývojáře tohoto titulu.

### Marketing
Marketing hry začal v srpnu 2020 a probíhal různými formami, včetně kryptických vzkazů v rámci Call of Duty: Warzone, hádanek pro fanoušky a webových stránek představujících historické události studené války.
Úplné odhalení proběhlo 26. srpna 2020 v rámci herní události ve Warzone. Hra byla vydána 13. listopadu 2020 pro PlayStation 4, PlayStation 5, Windows, Xbox One a Xbox Series X/S.

## Ohlasy
Po vydání se hra dočkala vcelku příznivých recenzí od kritiků a stala se nejprodávanějším titulem roku 2020 ve Spojených státech amerických. Recenzenti reagovali převážně kladně na kampaň pro jednoho hráče a režim Zombies, ale rozporuplně hodnotili multiplayer hry, přičemž někteří jej považovali za slabší než ten, který obsahoval její přímý předchůdce Call of Duty: Modern Warfare (2019).

## Pokračování
Pokračování s názvem Call of Duty: Black Ops 6 vyšlo 25. října 2024.